# St. Ulrich (Aich)

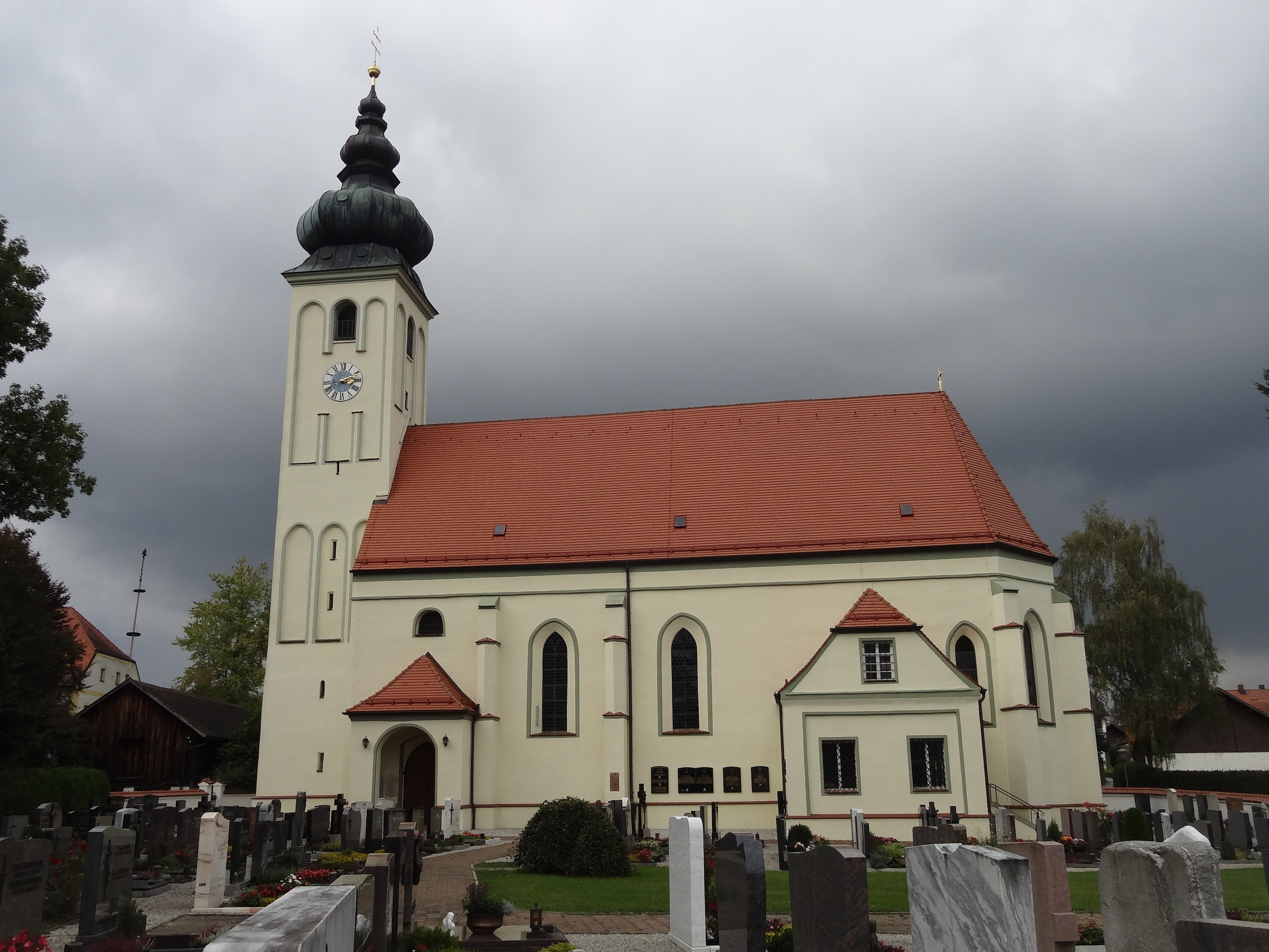
Außenansicht der Pfarrkirche St. Ulrich von Süden

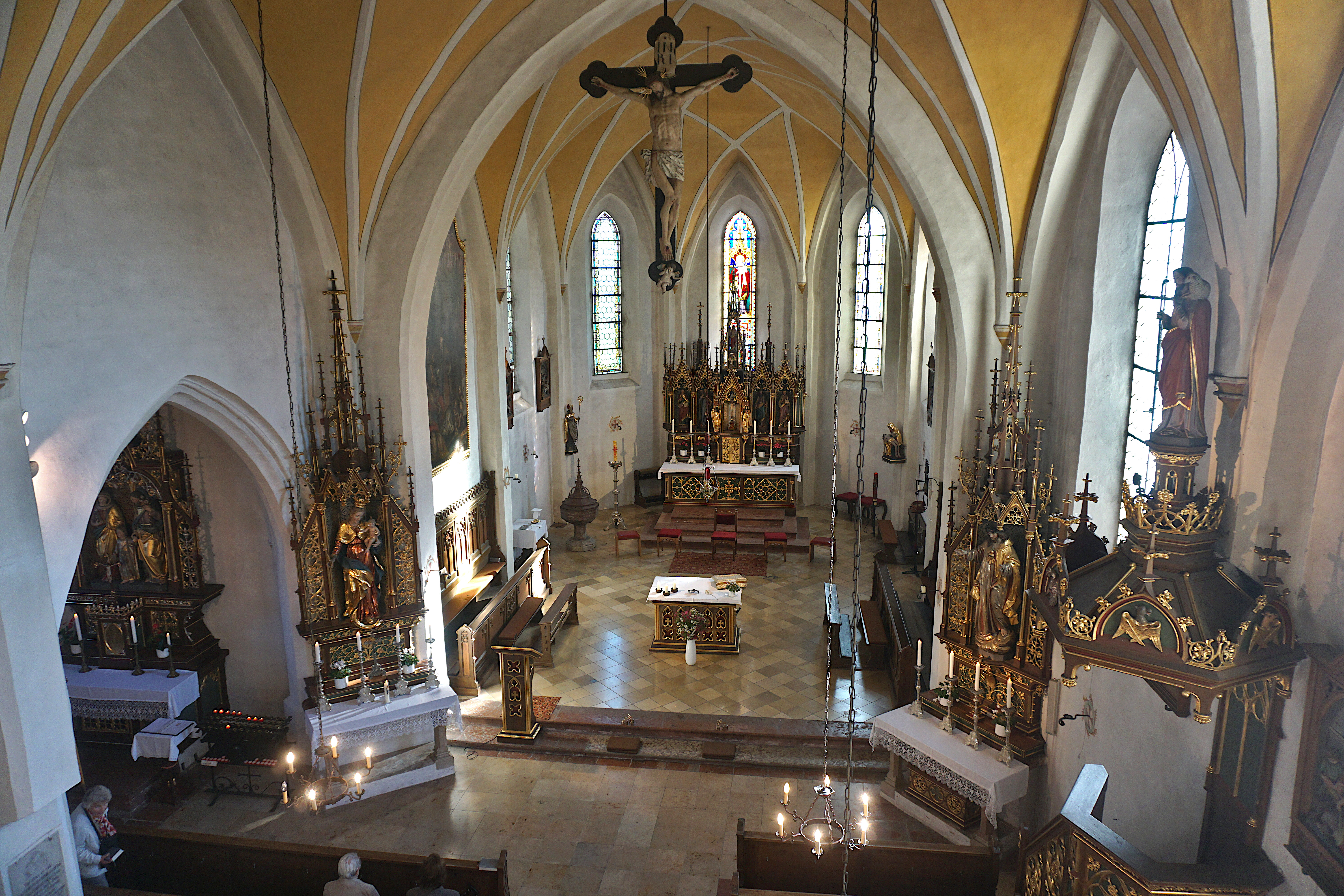
Innenraum der Pfarrkirche St. Ulrich

Die römisch-katholische Pfarrkirche St. Ulrich in Aich, einem Ortsteil der Gemeinde Bodenkirchen im niederbayerischen Landkreis Landshut, ist ein spätgotischer Kirchenbau aus der zweiten Hälfte des 15. Jahrhunderts. Er wurde im ausgehenden 17. Jahrhundert und in der ersten Hälfte des 18. Jahrhunderts schrittweise barockisiert und in den 1870er Jahren regotisiert. Aus dieser Zeit stammt die heutige neugotische Ausstattung.
Kirchenpatron ist der heilige Ulrich von Augsburg (Gedenktag: 4. Juli). Heute bildet die Pfarrei St. Ulrich in Aich eine Pfarreiengemeinschaft mit den Pfarreien St. Johann Baptist in Binabiburg, zu der auch die Expositur Mariä Heimsuchung in Frauensattling gehört, und St. Ulrich in Treidlkofen.

## Geschichte
Im Jahr 976 wurden in einer Urkunde des Stifts Sankt Peter in Salzburg die Ortsbezeichnungen loco Eich und dicitur Duizinpah erwähnt. Möglicherweise handelt es sich hierbei um das heutige Aich und das nahe (Ober-/Unter-)Tinsbach bei Johannesbrunn. Sollte dies zutreffen, so wäre es bei Weitem die früheste Nennung der Ortschaft im Binatal. 1219 wurde mit Ulrich von Aich erstmals ein Priester am Ort genannt, außerdem die Kirche von Bodenkirchen. Im Jahr 1270 wurde die Pfarrei Aich gegründet. Dazu trennte man den vormaligen Filialsprengel, zu dem auch Treidlkofen und Frauenhaselbach gehörten, von der „Mutterpfarrei“ Binabiburg ab. Aich wurde unmittelbar dem Regensburger Bischof unterstellt, der auch das Präsentationsrecht über die Pfarrstelle ausübte. Treidlkofen und Frauenhaselbach gelangten dagegen an die Edlen zu Haarbach.
Im Jahr 1302 wird mit einem gewissen Konrad erstmals ein Pfarrer von Aich namentlich genannt. 1326 taucht die Pfarrei im ältesten Pfarreienverzeichnis des Bistums Regensburg auf. Damals war Aich Teil des Dekanats Dingolfing bzw. Loiching. 1436 wurde in einer Urkunde der Bau der „Frauenkirche“ in Bonbruck erwähnt, das früher – ebenso wie Bodenkirchen – Teil der Pfarrei Aich war. In der Regensburger Diözesanmatrikel von 1438 wurden in Aich neben Pfarrer und Pfarrvikar auch zwei Hilfspriester genannt.
Die ursprüngliche Pfarrkirche von Aich lag wohl etwa im Bereich der Straßengabelung Richtung Binabiburg und Treidlkofen, also rund 600 Meter weiter nordöstlich. Dort befand sich der Adelssitz Altenaich, heute Niederaich. Um 1460 gründete die Adelsfamilie Reickher dann an der neuen Straße zwischen Landshut und Burghausen den Sitz Neuenaich. Nur wenig später, wahrscheinlich im letzten Drittel des 15. Jahrhunderts, wurde die heutige Pfarrkirche als Eigenkirche der Reickher errichtet. Daher wurde gleichzeitig mit dem Kirchenbau auch eine Seitenkapelle geschaffen, die heute zum nördlichen Seitenschiff geöffnet ist. Ein bemaltes Steinrelief, welches an der Westwand der Empore zu finden ist, deutet darauf hin, dass der Neubau der Pfarrkirche von dem Adligen Wolfgang von Reickher gestiftet wurde. Im Jahr 1472 wurde von Adam von Reickher und seiner Gattin Barbara der Liebfrauenaltar in der Seitenkapelle samt einem Frühmessbenefizium mit eigenem Priester gestiftet. Die Westempore wurde um 1500 nachträglich eingebaut – vermutlich um die Wende vom 15. zum 16. Jahrhundert als Oratorium für die Adelsfamilie Reickher.
Im Jahr 1602 nahm der Veldener Maurermeister Jeronymus Dennolph größere Baureparaturen vor. Im ausgehenden 17. Jahrhundert wurde die Ausstattung der Kirche nach und nach barockisiert. So wurde beispielsweise 1670 ein barocker Hochaltar aufgestellt, der im Folgejahr sein von Franz Raimund Scherrich aus Landshut gemaltes Altarblatt vom Tod des heiligen Ulrich erhielt. Um 1740 setzte der Vilsbiburger Zimmerermeister Franz Winkler dem Kirchturm seine heutige Barockkuppel auf. Im Jahr 1763 wurde die Mauer zwischen Kirchenschiff und Seitenkapelle mittels dreier spitzbogiger Öffnungen durchbrochen. Zuvor besaß die sogenannte Frauenkapelle, die auch als Grablege der Adelsfamilie Reickher diente, keine Verbindung zum Kirchenschiff. In den 1870er Jahren, also im Zeitalter des Historismus, erfolgte eine Regotisierung der Ausstattung. Aus dieser Zeit stammen alle vier Altäre, die heute in der Kirche stehen. 1898 wurde die Kirche renoviert. 1980 erfolgte erneut eine Außenrenovierung, 1984 ein Innenrenovierung.
Im Jahr 1723 gehörten der Pfarrei Aich laut einer Bistumsbeschreibung 1.487 Seelen an. Damals standen in der Pfarrkirche vier Altäre, die den Heiligen Ulrich (Hochaltar), Anna, Johannes dem Täufer sowie der seligen Jungfrau Maria geweiht waren. Die Pfarrei Aich umfasste damals auch die Ortschaften Bonbruck, Bodenkirchen und Margarethen. Im Jahr 1721 wurde die Expositur Bodenkirchen mit der Filiale Margarethen gegründet, die am 1. September 1921 zur Pfarrei erhoben wurde. Bonbruck wurde am 15. September 1935 zur Expositur und am 1. April 1947 zur Pfarrkuratie erhoben. Seit dem 8. Dezember 2001 ist Bonbruck eine eigene Pfarrei.
Seit 1966 wurde die Pfarrei Treidlkofen mit der Filialkirche Mariä Himmelfahrt in Frauenhaselbach von Aich aus seelsorgerisch betreut. Zum 1. Mai 2001 wurde Frauenhaselbach in die Expositur St. Michael in Wiesbach umgepfarrt, die wiederum der Pfarrei Mariä Himmelfahrt in Egglkofen zugeordnet ist. Seit 2005 besteht eine Pfarreiengemeinschaft, zu der neben Aich und Treidlkofen auch die Pfarrei Binabiburg mit der Expositur Frauensattling gehört.

## Architektur

### Außenbau
Der etwa nach Osten ausgerichtete, spätgotische Bau aus dem letzten Drittel des 15. Jahrhunderts ist eine Saalkirche mit nördlich angebautem Seitenschiff. Chor, Langhaus und Seitenschiff sind unter einem gemeinsamen Satteldach vereinigt. Der Chor von der Breite des Hauptschiffs umfasst zwei Joche und einen Schluss in drei Achteckseiten. Haupt- und Seitenschiff haben je drei Joche.
Der ausspringende Westturm, dessen Untergeschoss gleichzeitig als Vorhalle dient, ist in der Mittelachse des Hauptschiffs angebaut. Die zweigeschossige Sakristei mit abgewalmtem Dach wurde in der Barockzeit südlich am Chor angebaut. Auf der Nordseite befindet sich im Winkel zwischen Chor und Seitenschiff die Allerseelenkapelle, die bis heute als Leichenhaus für umliegenden Friedhof dient. Nördlich und südlich, jeweils im westlichen Langhausjoch, befinden sich außerdem zwei offene Vorzeichen – das nördliche mit gestelztem Satteldach, das südliche mit Walmdach.
Der Außenbau von Chor und Langhaus wird mit Ausnahme des Seitenschiffs durch zweifach abgesetzte Strebepfeiler gegliedert, wobei der mittlere Absatz übereck gestellt ist. Außerdem befindet sich dort ein einfacher Dachfries. Die ursprünglich spitzbogigen und später barock ausgerundeten Fenster mit wurden im Zuge der Regotisierung wieder spitzbogig verändert, das Gewände ist gekehlt. In gleicher Weise sind die Portalöffnungen nördlich und südlich am Langhaus ausgeführt. Das spätgotische Westportal, welches das Langhaus mit der Vorhalle im Turmuntergeschoss verbindet, stammt dagegen noch aus der Erbauungszeit der Kirche. Es ist am Gewände mit zwei Rundstäben zwischen Kehlen profiliert. Die Zugänge zum Turmuntergeschoss waren ursprünglich auf der Nord- und Südseite angeordnet. Die ehemals spitzbogigen Portale sind heute zugesetzt, der Zugang erfolgt nunmehr von der Westseite aus.
Der stattliche, gedrungen wirkende Turm ist durchlaufend quadratisch und äußerlich ohne Geschosstrennung ausgeführt. Die Seiten werden durch zwei Reihen von je drei hohen Blendbögen gegliedert. Den oberen Abschluss bildet eine lebhaft profilierte Barockhaube aus der Zeit um 1740, die von Kugel und Patriarchenkreuz bekrönt wird.

### Innenraum
Im Chor, in den beiden Schiffen sowie unter der nachträglich eingezogenen Westempore befinden sich spätgotische Tonnengewölbe. Die Gewölbehöhe in Hauptschiff und Chor ist gleich, das Seitenschiff ist nur etwa halb so hoch. Die ursprünglichen Gewölberippen wurden in der Barockzeit abgeschlagen. Im Zuge der Regotisierung aufgemalte, farblich abgesetzte Rippen lassen die frühere Netzfiguration erahnen. Deren Farbgebung – die Rippen in weiß gehalten, die Rücklagen gelb getüncht – orientiert sich an der charakteristischen Ausführung der sogenannten Landshuter Bauhütte, die im 15. Jahrhundert viele spätgotische Kirchengebäude in der Gegend errichtete. Den Übergang zwischen Chor und Hauptschiff vermittelt ein spitzer, beidseits gefaster Chorbogen.
Die übrige bauliche Gliederung im Innenraum ist dagegen erhalten: an den Kanten gefaste Wandpfeiler, entsprechende spitze Schildbögen gegliedert und Konsolen, die einst zur Aufnahme der Gewölberippen dienten. Im Chor befinden sich profilierte Halbkreiskonsolen, denen teilweise halbrunde Wappenschilde vorgelegt sind, im Hauptschiff profilierte halbe Achteckkonsolen, im Seitenschiff einfach halbrunde Spitzkonsolen.
Die Westempore, die das westliche Joch des Hauptschiffs überspannt, ist dreijochig unterwölbt und ruht auf zwei schlanken, achtseitigen Pfeilern aus rotem Marmor, denen halbrunde Schilde mit dem Wappen der Adelsfamilie Reickher. Den Pfeilern entsprechenden an Wänden halbrunde Dienste, die sich an den spitzen Stirnbögen der Empore fortsetzen. Die Kanten der Stirnbögen sind beidseits abgerundet. An der Brüstung der Empore befinden sich zum Kirchenraum hin neugotische Flachbettschnitzereien. Auf der Rückseite sind barocke Schnitzereien erhalten, die jedoch bei der Regotisierung auf die Rückseite gedreht wurden. Das Seitenschiff ist durch gedrungene Pfeiler mit stark abgeschrägten Kanten und spitze, mit Rundstab und Kehle profilierte Scheidbögen getrennt.

### Maße
Der Kirchenbau ist innen etwa 28,60 Meter lang, davon entfallen 12,60 Meter auf den Chor und 16,00 Meter auf das Langhaus. Die innere Breite von Chor und Hauptschiff beträgt rund 8,40 Meter bzw. 8,60 Meter, die des nördlichen Seitenschiffs 4,50 Meter.

## Ausstattung

### Altäre
Die Altäre sind allesamt im neugotischen Stil ausgeführt und entstanden in den 1870er Jahren bei verschiedenen regionalen Kunsthandwerkern nach Entwürfen von Paul Weiß aus Landshut. Der Hochaltar wurde 1871 von dem Landshuter Bildhauer Michael Mayer geschaffen. Neben dem Tabernakel mit darüberliegender Aussetzungsnische sind in weiteren Nischen vier Figuren angeordnet (von links nach rechts): der Evangelist Johannes, die „Apostelfürsten“ Petrus und Paulus sowie Johannes der Täufer.
Der 1874 aufgestellte Altar im Seitenschiff ist der Heiligen Familie bzw. dem heiligen Josef geweiht. Er wurde wie die beiden neugotischen Chorbogenaltäre von 1877 vom Ergoldinger Bildhauer Johann Wittmann geschaffen. Der linke Chorbogenaltar ist der Marienaltar mit einer bekrönten Mondsichelmadonna mit Jesuskind, der rechte wird auch als Herz-Jesu-Altar bezeichnet.

### Kanzel
Auch die neugotische Kanzel wurde 1877 von Johann Wittmann geschaffen. Sie besteht aus dem mit Maßwerk verzierten Kanzelkorb, einer ebenso gestalteten Rückwand und einem Schalldeckel, der vorne ein kleines Relief mit einer Heilig-Geist-Taube zeigt und obenauf eine Figur des Guten Hirten.

### Taufstein
Der spätgotische Taufstein stammt noch aus der Erbauungszeit der Kirche. Er ist 84 Zentimeter hoch und aus rotem Marmor gearbeitet. Er umfasst einen profilierten, achtseitigen Fuß, der in einen schlanken, ebenfalls achtseitigen Ständer übergeht, und aus einem weit ausladenden, oktogonalen Becken. Heute ist er links neben dem Hochaltar platziert.

### Gemälde
An der Nordwand des Chorraums zeigt ein großformatiges, figurenreiches Ölgemälde auf Leinwand den letzten Kommunionempfang des Kirchenpatrons Ulrich kurz vor seinem Tod im Jahr 973. Dass auch zahlreiche Putten dargestellt sind, verweist auf seine bevorstehende Aufnahme in den Himmel. Das Kunstwerk ist mit I. Fr. Reimund Scherrich Pinxit et Inueni (= „invenit“) 1671 bezeichnet. Es handelt sich um das von Franz Raimund Scherrich geschaffene, qualitätvolle Altarblatt des ehemaligen barocken Hochaltares.
Ein weiteres Barockgemälde, das die Regotisierung überdauert hat, ist im Seitenschiff über dem Nordportal angebracht. Das Ölgemälde auf Leinwand zeigt eine Darstellung der Schutzmantelmadonna und wurde um 1700 geschaffen. Bemerkenswert ist der gleichzeitige, mit reichem Akanthusschnitzwerk und einem Puttenkopf verzierte Barockrahmen.
Im Jahr 1871 wurden Glasgemälde aus der Werkstatt des Joseph Peter Bockhorni in München angeschafft. Heute noch erhalten ist das Fenster hinter dem Hochaltar, welches den heiligen Bischof Ulrich mit seinem Attribut, dem Fisch, zeigt.

### Grabdenkmäler
Im Nordschiff befindet sich am östlichen Trennungspfeiler ein Rotmarmorepitaph aus der Zeit um 1500. Es ist mehreren verstorbenen Angehörigen der Adelsfamilie Reickher gewidmet. In der Mitte befindet sich das Wappen der Reickher mit Helmzier, darüber und darunter vier kleinere Wappen, die auf die Adelsfamilien Pairstorff (Parstorffer), Raintaller, Ecker und Trennbeckh verweisen. Das Epitaph trägt folgende Inschrift in gotischen Minuskeln: Hie ligent begraben dy · edeln · vesten · wilhalm · Reigker · vnd · barbara · sein · havsfraw · wolfgang · Reigker · dorothea · sein · havsfraw · Stifter · der · ebigen · meß · hie · avf · vns' · liebe · frav · altar. Es ist 2,10 Meter hoch und 1,14 Meter breit.
Unter der Westempore befindet sich ein deutlich kleineres Rotmarmorepitaph. Es trägt folgende Inschrift in gotischen Minuskeln: Hie ligt begrabe der Edel vest vnd hochgelehrt hans Reicker baider Rechten doctor zv newenaich der gehebt hat zu [s]ainer hausfrawe die edel vnd vest barbara travnerin vnd der gewese ist des edeln vnd veste wolfgange Reickers d' die havsung hie zv neweaich gepavd hat vnd dorothea parstarfferin vo[n] tolling de got genad Elicher vnd leiblicher svn starb anno dm 15•• [nicht ausgefüllt] de got alle genedig sey. Darunter ist ein kleiner, querrechteckiger Rotmarmorstein mit drei Wappen angebracht. Laut den Bezeichnungen auf Spruchbändern handelt es sich um die Wappen der Reicker, Traunerin und parstarfferin. Beide Epitaphien waren früher im Nordschiff, der Grabkapelle der Reickher, an der östlichen Stirnwand angebracht.
An der Nordseite der Westempore befindet sich ein bemaltes spätgotisches Steinrelief aus der Zeit um 1500, auf dem ein Wapen mit Helmzier zwischen Säulen und Maßwerk dargestellt ist. Auf einem Spruchband ist in gotischen Minuskeln die Widmung an Wolfgang Reygker, den Stifter der Pfarrkirche, angebracht.
An der Südwand des Langhauses befindet sich ein Epitaph aus weißem Marmor mit einer Höhe von 1,04 Meter und einer Breite von 0,65 Metern. Es ist Johann Anton Heinrich Westermayr († 1760) gewidmet, einem ehemaligen Pfarrer von Aich. Es ist mit mehreren Chronogrammen versehen, die alle die Jahreszahl 1760 ergeben, und mit einem Kelch und Rokokomuschelwerk verziert.

### Übrige Ausstattung
Im Chor befindet sich auf einer Konsole eine rund 80 Zentimeter hohe spätgotische Holzfigurengruppe, welche die Pietà darstellt. Sie wurde Ende des 15. Jahrhunderts geschaffen.
Die Stuhlwangen wurden 1773 geschaffen und sind mit Rokokoschnitzereien in verschiedenen Zeichnungen verziert.

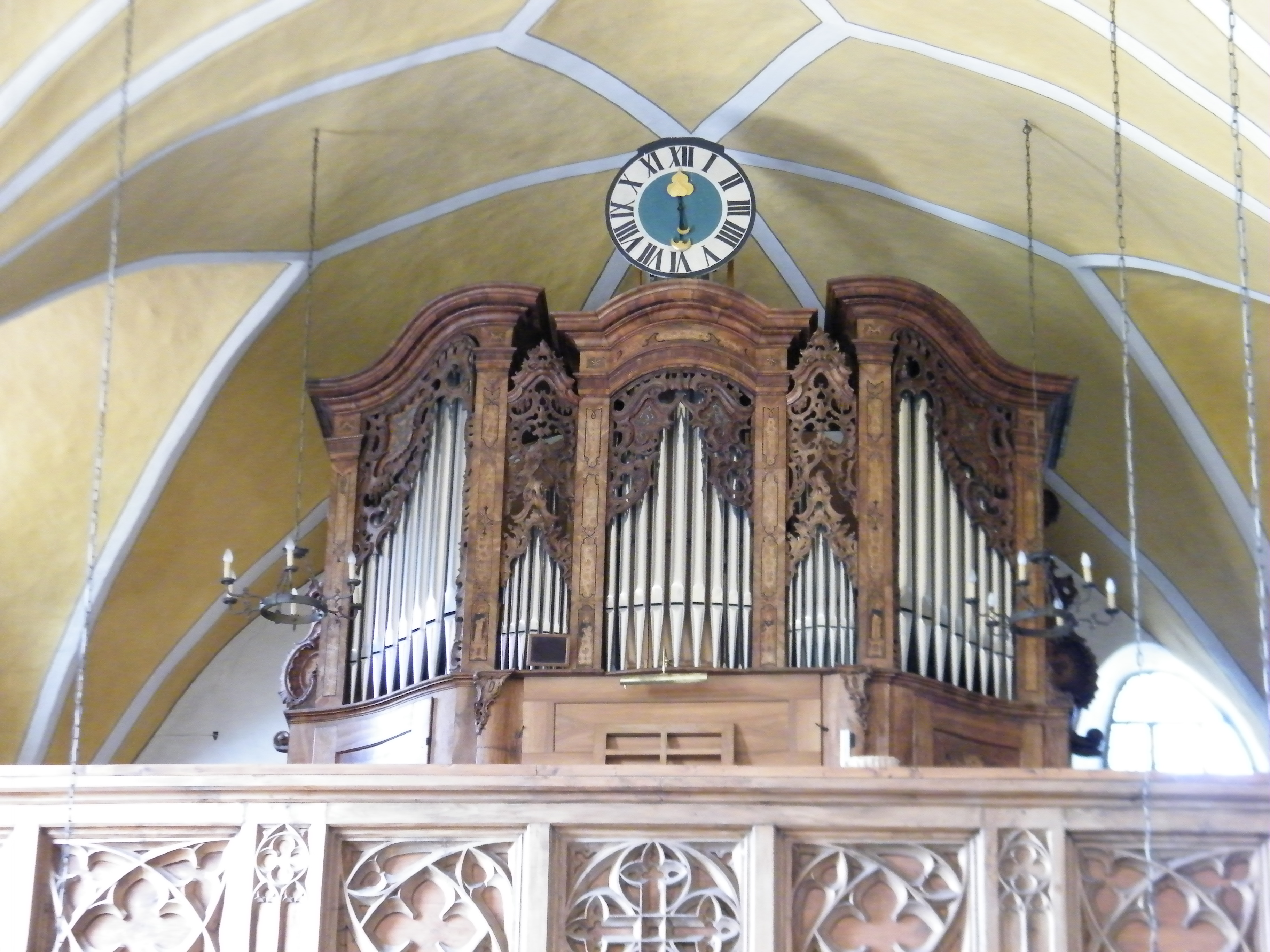
Orgelprospekt

### Orgel
Der Orgelprospekt in der Pfarrkirche St. Ulrich ist im Stile des Rokoko ausgeführt und gilt laut Bayerischem Landesamt für Denkmalpflege als „eines der schönsten und kostbarsten Orgelgehäuse Niederbayerns“ (1988). Er stammt von einem Instrument, das der Landshuter Orgelbauer Johann Schweinacher um 1760 geschaffen hat. Es umfasste ursprünglich 13 Register auf einem Manual und Pedal. Es ist reich mit Rokokomuschelwerk verziert und wurde um 1770 im Psallierchor der Landshuter Dominikanerkirche aufgestellt. Die Intarsienarbeiten in Nussbaumholz wurden von dem berühmten Landshuter Bildhauer Christian Jorhan d. Ä. geschaffen.
Nach der Säkularisation des Dominikanerklosters 1802 kam die Orgel zunächst in das Kloster Seligenthal, wo sie um 1812 restauriert wurde. Im Jahr 1856 gelangte sie durch Kauf in die Pfarrkirche Aich. Im Jahr 1884 erfolgte eine neuerliche Restaurierung des barocken Orgelwerks durch Simon Westermaier aus Landshut, bevor 1931 von Ignaz Weise aus Plattling in das historische Gehäuse ein neues Werk mit 10 Registern auf zwei Manualen und Pedal einbaute. Dieses wurde durch pneumatische Kegelladen angesteuert und besaß einen freistehenden Spieltisch.
Im Jahr 1993 wurde von der Firma Orgelbau Eisenbarth aus Passau wiederum ein neues Orgelwerk in das historische Gehäuse eingesetzt. Das vollmechanische Schleifladeninstrument umfasst nunmehr 23 Register auf zwei Manualen und Pedal. Die Disposition von Hauptwerk und Pedal ist dabei an die der Schweinacher-Orgel angelehnt. Auch die mechanischen Spiel- und Registertrakturen entsprechen dem Vorbild des barocken Orgelbaus.
| I Hauptwerk |            |       |
| 1.          | Prinzipal  | 8′    |
| 2.          | Copel      | 8′    |
| 3.          | Gamba      | 8′    |
| 4.          | Octav      | 4′    |
| 5.          | Gamba      | 4′    |
| 6.          | Flauten    | 4′    |
| 7.          | Quint      | 3′    |
| 8.          | S. Octav   | 2′    |
| 9.          | Mixtur III | 1 ⁄3′ |
| 10.         | Cimbel II  | 1⁄2′  |

| II Schwellwerk |            |              |
| 11.            | Bordun     | 8′           |
| 12.            | Salizet    | 8′           |
| 13.            | Fugara     | 4′           |
| 14.            | Waldflöte  | 4′           |
| 15.            | Flageolett | 2′           |
| 16.            | Hörnle II  | 1 ⁄3′ + 4⁄5′ |
|                | Quint      | 1 ⁄3′        |
| 17.            | Mixtur III | 2′           |
| 18.            | Oboe       | 8′           |
|                | Tremulant  |              |

| Pedal |           |     |
| 19.   | Subbaß    | 16′ |
| 20.   | Octavbaß  | 8′  |
| 21.   | Gedackt   | 8′  |
| 22.   | S. Octave | 4′  |
| 23.   | Posaune   | 8′  |

- Koppeln: II/I, II/P, I/P

Anmerkungen:
1. ↑  Teilauszug aus Hörnle II

| I Manual C–f3 |           |       |
| 1.            | Principal | 8′    |
| 2.            | Gemshorn  | 8′    |
| 3.            | Octav     | 4′    |
| 4.            | Mixtur    | 2 ⁄3′ |

| II Manual C–f3 |               |    |
| 5.             | Gedackt       | 8′ |
| 6.             | Salicional    | 8′ |
| 7.             | Vox coelestis | 8′ |
| 8.             | Traversflöte  | 4′ |

| Pedal C–d1 |         |     |
| 9.         | Subbaß  | 16′ |
| 10.        | Zartbaß | 16′ |

- Koppeln: II/I, II/P, I/P, Sub II/I, Super II/I, Super I, Pedaloktavkoppel

| I Manual CDEFGA–c3               |    |
| Principal                        | 8′ |
| Copel                            | 8′ |
| Gamba                            | 8′ |
| Octav                            | 4′ |
| Flöte                            | 4′ |
| Quinte                           | 3′ |
| Superoctav                       | 2′ |
| Mixtur                           |    |
| zwei weitere unbekannte Register |    |

| Pedal CDEFGA–a |     |
| Subbaß         | 16′ |
| Octavbaß       | 8′  |